# Pinot grigio
Il pinot grigio o Pinot gris (ex Tokay Pinot Gris o Tokay d'Alsace), è un vitigno di varietà grigia (gris in francese significa grigio). È prodotto principalmente in Italia, Slovenia, Francia, Svizzera e in Germania (con il nome di Ruländer, Grauer Mönch o Grauburgunder) . Nel 2022 copriva un'area di produzione nazionale di circa 17.000 ettari.
Il vino prodotto da questo vitigno è di colore ramato, spesso è vinificato in bianco ma se vinificato a contatto con le bucce assume il suo peculiare colore ramato ed è teoricamente meno "dotato" della sua variante bianca o nera.  Con un carattere generoso che sviluppa opulenza e sapore caratteristici. Strutturato, rotondo e lungo in bocca, presenta aromi complessi di sottobosco, a volte leggermente affumicati o floreali.
Il pinot grigio si accompagna bene agli antipasti, in particolare agli affettati, al pesce e alle carni bianche. Può essere servito anche come aperitivo.

## Origine

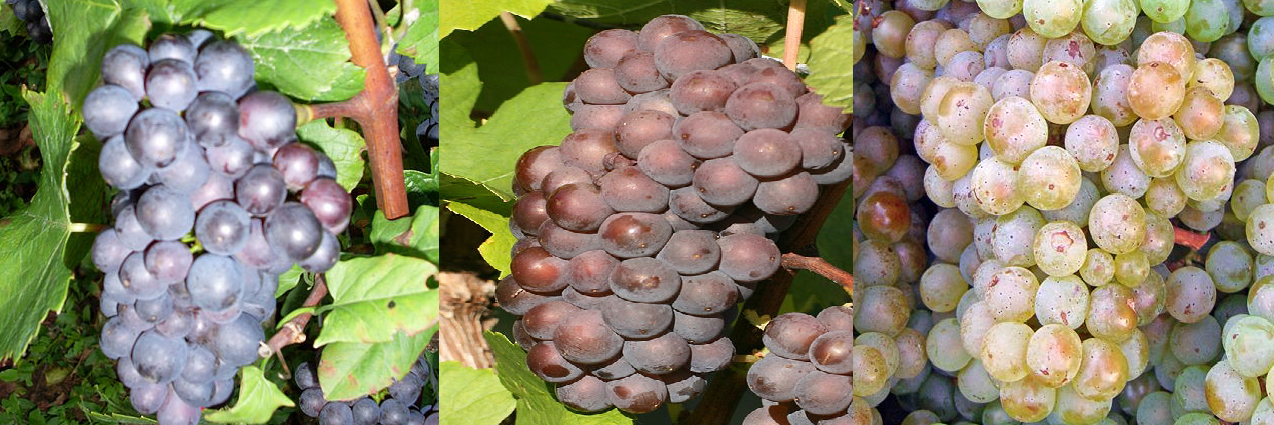
Come il Pinot bianco (a destra), il Pinot grigio (al centro) è una mutazione cromatica del Pinot nero (a sinistra).

Proviene probabilmente dalla Borgogna ed è una variante del pinot nero da cui si distingue solo per il colore delle sue bacche. Si dice che l'uva fosse una delle preferite dell'imperatore Carlo IV, che fece esportare talee in Ungheria dai monaci cistercensi: i fratelli piantarono le viti sulle pendici del Badacsony al confine con il lago Balaton nel 1375. Poco dopo la vite sviluppò il nome Szürkebarát che significa "monaco grigio". Nel 1711, un commerciante tedesco di nome Johann Seger Ruland (ri)scoprì un'uva che cresceva allo stato selvatico nei campi del Palatinato. Il vino successivo che produsse divenne noto come Ruländer e in seguito si scoprì che il vitigno era Pinot Gris.
Fino al XVIII secolo e XIX secolo, l'uva era una piantagione popolare in Borgogna e Champagne, ma le scarse rese e i raccolti inaffidabili fecero perdere il favore dell'uva in quelle zone. La stessa sorte si è quasi verificata in Germania, ma i viticoltori all'inizio del XX secolo sono stati in grado di sviluppare varietà clonali che avrebbero prodotto un raccolto più consistente e affidabile.

## Distribuzione geografica

### Francia
In Francia si trova in Alsazia sin dai tempi del medioevo, ove viene vinificato a contatto con le bucce ed è conosciuto come Pinot Gris (precedentemente Tokay Pinot Gris o Tokay d'Alsace), vino noto a livello internazionale e di grande livello qualitativo.
 Nella Valle della Loira è coltivato nella regione di Nantes, quindi ha la denominazione coteaux-ancenis. Chiamato anche qui malvoisie, dà un vino bianco dolce con aromi molto fini di frutta bianca (pera, pesca).

### Svizzera
In Svizzera, è coltivato nei cantoni Neuchâtel, Vaud e Vallese, dove porta il nome di malvoisie ed è spesso presentato in forma matura.

### Italia
È stato per molti anni uno dei vini più "alla moda" della produzione italiana. Un successo che ne ha permesso l'impianto non solo in Veneto, ma anche in Friuli e in Trentino - Alto Adige. Sviluppo che portò da un lato alla riduzione massiccia delle varietà rosse e dall'altro ad un notevole balzo qualitativo (parallelo a quello delle vendite).
La sua diffusione ha aperto poi la strada alla produzione di grandi vini fruttati, profumati e ben strutturati. In particolare ha maggiore acidità in Trentino ed in Alto Adige (e quindi si presta a più lunga maturazione), è molto ricco nel Collio e nei Colli Orientali del Friuli e infine ha dato risultati apprezzabili in Toscana.
In Italia invece, è un classico vitigno per i vini DOC Breganze, Carso, Colli Berici, Colli del Trasimeno, Colli dell'Etruria Centrale, Colli di Scandiano e di Canossa, Colli Orientali del Friuli, Colli Piacentini, Collio Goriziano, Franciacorta, Friuli Annia, Friuli Aquileia, Friuli Grave, Friuli Isonzo, Friuli Latisana, Garda, Garda Colli Mantovani, Lison Pramaggiore, Montello e Colli Asolani, Venezia, Oltrepò pavese, Piemonte, Sant'Antimo, Torgiano, Trentino, Valcalepio, Valdadige, Valdichiana, Valle d'Aosta e Valle Isarco.

### Germania
Dallo stesso vitigno in Germania si ottengono due diversi vini: il Grauburgunder e il Ruländer.
In Germania, più di 7.000 ettari (7%) sono coltivati con questa varietà.
 A seconda del metodo di coltivazione e del livello di qualità, il colore è giallo pallido (Grauburgunder), giallo oro o addirittura ambrato (Ruländer).
I vini Grauburgunder presentano spesso una piacevole nota affumicata al naso. I Ruländer, invece, sono potenti, corposi e con un bouquet intenso.
Il nome Ruländer risale al mercante Johann Ruland, che nel 1711 trovò le viti, a lui sconosciute, in un giardino della città di Spira e le propagò. "Ruländer" è il nome spesso usato in passato per la varietà dolce della varietà. "Grauer Burgunder" o "Grauburgunder", tuttavia, sono oggi i nomi più comuni per le varietà secche (Kabinett e Spätlese secchi).
Il Pinot grigio produce rese medio-buone e un elevato peso del mosto. La struttura densa degli acini favorisce la muffa nobile per la produzione di vini dolci nobili Ruländer, come l'Auslese, Beerenauslese e il Trockenbeerenauslese.

### Ungheria
Qui noto come Szürkebarát.

## Sinonimi
arnoison gris, auvergnas gris, auvernat gris, auxerrat, auxerrois gris, auxois, burgundske sede, burot (robe de bure), druser, fauvet, friset, fromenteau gris, fromentot, Grauburgunder, Grauclevner, Grauer Mönch, gris cordelier, gris de Dornot, griset, levraut, malvoisie, malvoisien, Mauserl, moréote gris, moréote gris rouge, muscade, ouche cendrée petit gris, pinot Beurot, pinot cendré, Pinot grigio, roter Burgunder, ruhlandi, rulandac sivi, ruländer, rulandské šedé, szürkebarát, Speyrer, tokay d'Alsace, Viliboner

## Viticoltura
L'uva cresce meglio in climi freschi e matura relativamente presto con alti livelli di zucchero. Questo può portare a un vino più dolce o, se fermentato a secchezza, un vino ad alto contenuto alcolico. I grappoli di Pinot Gris possono avere una varietà di colori sulla vite. Gli acini crescono in piccoli grappoli (da cui il nome pigna) e, a maturazione, presentano spesso una tonalità grigio-rosata, anche se i colori possono variare dal grigio-azzurro al bruno-rosato. Il Pinot Grigio viene spesso miscelato con il Pinot Nero per arricchire e alleggerire il sapore del Pinot Nero.